# عدسته

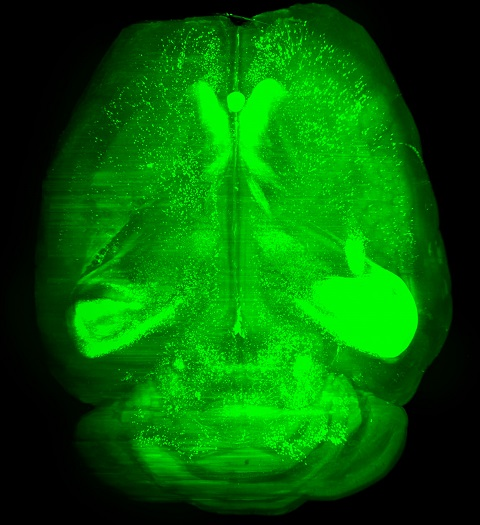

عدسته (تعني «التصوير ثلاثي الأبعاد للأعضاء المطهرة بالمذيبات») هذه طريقة للأنسجة تستخدم سلسلة من المذيبات العضوية لمطابقة معامل الانكسار للنسيج والوسط المحيط، مما يجعل العينة البيولوجية أكثر شفافية (تسمى «الإزالة»). يمكن فحص البنية في الأنسجة الشفافة عن طريق الفحص المجهري الفلوري من دون الحاجة إلى التوزيع المادي الذي يستغرق وقتًا طويلاً وبعد إعادة بناء الجسم الصليبي.
تم تطوير هذه الطريقة من قبل فريق علي إرتورك وهانس أولريش دودت في معهد ماكس بلانك في ميونيخ تستخدم بشكل رئيسي لتنظيف وتصوير الدماغ والحبل الشوكي للفئران غير المصقولة. بعد ذلك، تم استخدام هذه الطريقة أو شكلها المعدل بنجاح في العديد من مجالات البحث البيولوجي لإكمال التصوير والفحص لجسم الفئران. بنية ووظيفة دماغ الفأر أو الخلايا الجذعية أو أنسجة الورم أو عملية النمو أو الجنين البشري بأكمله.

## تاريخ وتطور الطريقة
منذ أكثر من قرن مضى، ذكر عالم التشريح الألماني فيرنر سبالثولز لأول مرة استخدام المذيبات العضوية للتنظيف (لجعل الأنسجة شفافة). ومع ذلك، مع بعض الاستثناءات (المراجعات)، تم تقريبًا نسيان تكنولوجيا الإنترنت في القرن العشرين بأكمله. بدأت نهضتهم في السنوات العشر الماضية، والتي يمكن أن تُعزى إلى شعبية تقنيات الفحص المجهري الفلورية المتقدمة، والتي يمكنها إجراء تجزئة بصرية للعينات (متحد البؤر، متعدد الفوتونات أو الفحص المجهري الورقي البصري).
في تقنية الإزالة الفعلية، يكون المذيب العضوي الأول المستخدم عبارة عن خليط من كحول البنزيل وبنزوات البنزيل. استخدم المؤلف هذا الحل لتنظيف دماغ الفأر وجنين الفأر وجسم ذبابة الفاكهة السوداء تمامًا. تتمثل العيوب الرئيسية لهذا الحل في تبييض إشارة GFP وعدم كفاية التنظيف لأنسجة نخاع العظام عند الحيوانات البالغة. لذلك، تم اختبار العديد من الكواشف الأخرى من أجل إيجاد توافق أكثر ملاءمة وشفافية GFP تم اختيار رباعي هيدرو الفوران وإيثر ثنائي بنزيل أيضًا كأفضل قواعد الإزالة. بناءً على هذه النتائج، تم إصدار بروتوكول 3DISCO في عام 2012.

## إجراء
يتضمن بروتوكول 3DISCO ثلاث خطوات:
1. التجفيف المسبق باستخدام رباعي هيدرو الفوران
2. بعد استخلاص الدهون بالاحتضان في ثنائي كلورو ميثان (DCM)
3. الغطس في ثنائي بنزيل الأثير (DBE) لمطابقة RI

### المبدأ والبروتوكول
العينات البيولوجية (الأنسجة) هي هياكل غير متجانسة تتكون من مركبات ذات مؤشرات انكسار مختلفة. على سبيل المثال، RI للماء هو 1.33، والدهون والبروتينات حوالي 1.40-1.45. نتيجة لذلك، ينتشر الضوء عبر مسار الأنسجة، مما يؤدي إلى انخفاض الدقة، بل ويختفي في العينات التي يزيد سمكها عن عشرات الميكرونات. سلسلة من الخطوات بما في ذلك الجفاف وإزالة الدهون من الأنسجة والحضانة اللاحقة والتصوير في وسط مع RI هي نفس بنية التصوير، وبالتالي تقليل تشتت الضوء والحصول على عينة شفافة.
الإصلاح باستخدام بارافورمالدهيد (عادةً ما يتم إصلاحه بامتصاص العرق)، وأخيراً الملصق بالصبغة، عن طريق الحضن في محاليل مائية ذات تركيز متزايد (محاليل رباعي هيدرو فلورو ألكان 50٪، 70٪، 80٪ و 100٪) لتجفيف العينة. نظرًا لنقص مجموعات الكحول التفاعلية أو الألدهيدات أو الكيتونات، فإن THF أقل تفاعلًا ويمكن أن تحافظ على التألق بشكل أفضل من المحاليل الجافة الأخرى. بعد الجفاف، اشطف العينة أولاً في ثنائي كلورو ميثان (DCM)، ثم اشطفها أخيرًا في ثنائي بنزيل إيثر (DBE) لمطابقة معامل الانكسار للأنسجة والوسائط المحيطة، وبالتالي الحصول على عينة شفافة. في DBE، يتم تخزين العينات وتصويرها.

### الوسم
بروتوكول 3DISCO هو الأنسب للأنسجة الثابتة المميزة بفلوروفور قوي.يمكن للنموذج المعدّل وراثيًا المثالي التعبير عن البروتينات الفلورية، مثل GFP (أو يمكن أيضًا تلطيخها بأصباغ اصطناعية). لتسمية الأجسام المضادة، تم تحسين طريقة 3DISCO وإصدارها تحت اسم iDISCO (انظر التعديلات والتطبيقات أدناه).

### مزايا وعيوب
العملية برمتها سهلة التنفيذ نسبيًا، تحتاج فقط إلى تغيير الحل المحدد، بدون بعض المعدات المختبرية الخاصة. تكون العملية بعد الإزالة والتصوير سريعة جدًا (ساعات إلى أيام، اعتمادًا على حجم العينة)، خاصةً مع التقسيم المادي للعضو بأكمله وتصوير أجزائه المختلفة وإعادة بنائها قبل تحليل الصورة اللاحق (قد يتطلب عدة أسابيع). بالإضافة إلى ذلك، يمكن لـ 3DISCO التأثير على العديد من الأنسجة (الرئة والطحال والغدد الليمفاوية والثدي والأورام).
العيب الرئيسي لهذه الطريقة هو إزالة جزء من الأنسجة الدهنية مع إزالة الاستخدام المنفصل للأصباغ المحبة للدهون، وانكماش الأنسجة أثناء عملية الإزالة. حلل التحلل الكامل للفلورة أثناء التخزين طويل الأمد وسمية المواد المستخدمة ككاشف (وقدرتها على تدمير هدف المجهر في حالة حدوث تسرب في غرفة التصوير).

## التعديلات والتطبيقات
يرجى ملاحظة أن هذا الفصل يصف تطوير واستخدام طرق التنظيف القائمة على المذيبات، ولا يقدم قائمة كاملة بالتطبيقات والتعديلات.

### التعديلات
تم اعتماد طريقة 3DISCO وتعديلها بعد وقت قصير من نشرها من قبل باحثين آخرين من أجل تحقيق أهداف محددة، مثل استخدام الترجيع. أو وسم الجسم المضاد (iDISCO)، اغسل الفئران بأكملها (uDISCO) أو عينات البارافين المستقرة من الفورمالين (DEPCO).
يشمل مؤلفو iDISCO (بمعنى «القدرة على إجراء التصوير المناعي للأعضاء التي يتم تنظيفها بالمذيبات») المعالجة المسبقة للعينات باستخدام الميثانول، وبيروكسيد الهيدروجين، والمنظفات، وثنائي ميثيل سلفوكسيد (DMSO)، ويتم مسح الجسم المضاد مسبقًا ووضع علامات عليه. تتغلب هذه المعالجة المسبقة على عيبين من أوجه القصور في تصنيف عينات كبيرة من الأجسام المضادة. أولاً، يقلل من التألق الذاتي للعينة ويحسن نسبة الإشارة إلى الضوضاء؛ ثانيًا، يجعل الأنسجة أكثر نفاذية للأجسام المضادة. نتيجة لذلك، يمكن تلطيخ العينات الكبيرة (مثل أجنة الفئران أو أعضاء الفأر بأكملها) بنجاح باستخدام الأجسام المضادة ذات العلامات الفلورية، ثم مسحها ضوئيًا وتصويرها.
يعزز مؤلفو uDISCO (من «التصوير النهائي للأعضاء الخالية من المذيبات») انكماش الأنسجة، وهو تأثير متفرج شائع لإزالة الجفاف من العينة في الخطوة الأولى. استخدموا ثلاثي بوتانول بدلاً من THF للجفاف، واستخدموا أيضًا مستحلبًا آخر للتصوير، مما يجعله لامعًا أفضل من DBE. بسبب انكماش الأنسجة، يمكنهم مراقبة عينات بحجم جسم الفأر بأكمله. تجدر الإشارة إلى أن uDISCO ظهرت في وسائل الإعلام في جميع أنحاء العالم، بما في ذلك نيويورك تايمز ووول ستريت جورنال وBusiness Insider والطبيعة والعلوم. تم اختيارها أيضًا من قبل مجلة Nature كواحدة من أفضل عشر صور علمية لعام 2016.
DIPCO (من «تشخيص الأعضاء المطهرة الملصقة بالبارافين») عبارة عن خط أنابيب يجمع بين إزالة الكافيين لعينات الورم المضمن بـ FFPE، وإزالة iDISCO والنمذجة الظاهرية لأنسجة الورم. يتم تخزين عينات الورم FFPE على نطاق واسع في البنوك الحيوية واستخدامها للتشخيص، ويمكن أن يساعد تحليلها ثلاثي الأبعاد في تحسين التقسيم الطبقي لمرضى السرطان.

### التطبيقات
طُورت طرق الإزالة بما في ذلك 3DISCO في الأصل لأبحاث علم الأعصاب. يرجع السبب إلى التعقيد الكبير في مورفولوجيا ووظيفة الجهاز العصبي، وهي دراسة تستغرق وقتًا طويلاً وشاقة باستخدام طرق الأنسجة الكلاسيكية. لذلك، ركزت معظم الدراسات على الجهاز العصبي المركزي للفئران (القوارض هي واحدة من الكائنات الحية النموذجية الرئيسية في علم الأعصاب). استخدمها مؤلفو طريقة 3DISCO أولاً لدراسة تجديد الجهاز العصبي المركزي للفأر (CNS)، بما في ذلك عد الخلايا الدبقية الصغيرة والخلايا النجمية ورسم خرائط مسارات المحور العصبي بعد الإصابة. تم استخدام 3DISCO أيضًا لرسم خريطة لتطور الجهاز العصبي المركزي للفأر. تم استخدام iDISCO المحسّن لدراسة نشاط ووظيفة الدماغ في مرضى الزهايمر ونماذج الفئران أو لرسم خرائط لويحات الأميلويد والتهاب الخلايا الدبقية والتهاب الأوعية الدموية وخصائص الدماغ الأخرى. تم استخدام تعديل uDISCO بعد ذلك لرسم خرائط للخلايا العصبية أحادية الخلية بالكامل في الجهاز العصبي المركزي غير المقسم للفئران.
في السنوات الأخيرة، امتد تطبيق طريقة DISCO إلى العديد من الأنسجة الأخرى، بما في ذلك توطين الخلايا الجذعية أحادية الخلية المزروعة في أعضاء كاملة من الفئران، وتصوير أجنة بشرية كاملة في مراحل نمو مختلفة أو فحص وتشخيص أورام الأنسجة البشرية.